# E (programspråk)
E är ett programspråk. Det är ett objektorienterat skriptspråk avsett för säkra distribuerade tillämpningar. E skapades 1997 och tog sin utgångspunkt i språket Joule och Original-E, ett antal tillägg till Java för säker distribuerad programmering.